# Parmotrema brasiliense
Parmotrema brasiliense är en lavart som beskrevs av Hale. Parmotrema brasiliense ingår i släktet Parmotrema och familjen Parmeliaceae.   Inga underarter finns listade i Catalogue of Life.